# Instytut Polski w Wilnie
Instytut Polski w Wilnie (lit. Lenkijos institutas Vilniuje) – polska placówka zagraniczna w stolicy Litwy podlegająca Ministerstwu Spraw Zagranicznych RP. Jej działalnością kieruje dyplomata w randze kierownika placówki – dyrektora.

## Historia oraz misja
Instytut został powołany do życia Zarządzeniem nr 34 Ministra Spraw Zagranicznych z 21 grudnia 1995 na podstawie zapisów art. 21 Traktatu między Rzecząpospolitą Polską a Republiką Litewską o przyjaznych stosunkach i dobrosąsiedzkiej współpracy. 23 stycznia 1996 Ambasada RP w Wilnie poinformowała notą Ministerstwo Spraw Zagranicznych Litwy o tym, że z dniem 1 lutego 1996 otwiera w Wilnie ośrodek kultury i informacji o nazwie Instytut Polski.  
Głównym zadaniem Instytutu jest wypełnianie zadań z zakresu dyplomacji publicznej i kulturalnej, tj. utrzymywanie dobrych stosunków społecznych, naukowych i kulturalnych między Polską a Litwą, upowszechnianie wiedzy o Polsce i jej historii, popularyzowanie dorobku polskiej kultury i nauki, wspieranie współpracy między oboma krajami w różnych dziedzinach. Instytut organizuje wydarzenia w swojej siedzibie i poza nią, a także inspiruje miejscowe instytucje, stowarzyszenia i środowiska do organizowania wspólnych przedsięwzięć. Instytut organizuje wystawy, koncerty, pokazy filmów, promocje książek, wspiera przekłady książek, wspiera i promuje wymianę naukową i kulturalną, promuje atrakcje turystyczne Polski. Instytut Polski w Wilnie jest członkiem litewskiego klastra European Union National Institutes for Culture (EUNIC). Dyrektor Instytutu w latach 2017–2019 przewodził pracom klastra na Litwie, skupiającego oprócz Instytutu Polskiego, także Litewski Instytut Kultury, British Council Lithuania, Włoski Instytut Kultury, Instytut Francuski oraz Goethe-Institut. 
Od września 2018 Instytut Polski mieści się w siedzibie Ambasady RP w Wilnie w Pałacu Paców. W siedzibie Instytutu znajduje się także biblioteka, mająca w swoim zbiorze ponad 8000 książek, płyt CD oraz DVD. 

## Nagrody i wyróżnienia
W 2019 Instytut Polski w Wilnie znalazł się w gronie osób oraz instytucji, które otrzymały nagrody i podziękowania mera Wilna za znaczący wkład w rozwój miasta. Instytut został wyróżniony „za wkład w rozwój kulturalny Wilna, promocję polskiej kultury oraz rozwój międzynarodowej współpracy miasta”. Dyrektor Marcin Łapczyński odebrał honorowy dyplom z rąk mera Remigijusa Šimašiusa.  
Polsko-litewski projekt edukacyjny Instytutu „Polska i Litwa – na wspólnej drodze. Miejsca i ludzie, którzy nas łączą” trafił do finału konkursu „Wydarzenie Historyczne Roku 2017”, organizowanego przez Muzeum Historii Polski.  
W finale konkursu „Wydarzenie Historyczne Roku 2018” znalazły się dwa projekty współorganizowane przez placówkę: w kategorii „Wydarzenie” znalazł się interdyscyplinarny projekt „Witkacy na Litwie”, obejmujący wystawę „Anioł i Syn. Witkiewiczowie w Zakopanem i na Litwie” w Narodowym Muzeum Sztuki im. Čiurlionisa w Kownie i wydanie pierwszej w języku litewskim publikacji o Witkacym „Witkacy. Umysł drapieżny”; w kategorii „Wystawa” znalazła się wystawa „Litwo, Ojczyzno moja… Adam Mickiewicz i jego poemat Pan Tadeusz” w Muzeum Narodowym – Pałacu Wielkich Książąt Litewskich w Wilnie.  
Wydana przez placówkę z okazji 80. rocznicy nawiązania przez Polskę i Litwę stosunków dyplomatycznych książka „1938. Najciemniejsza noc jest tuż przed świtem” autorstwa Dominika Wilczewskiego oraz Simonasa Jazavity trafiła do finału konkursu „Książka Historyczna Roku 2019”, organizowanego przez Instytut Pamięci Narodowej, TVP, Polskie Radio i Narodowe Centrum Kultury. Została także uznana za „Najpiękniejszą książkę roku 2019” w konkursie organizowanym przez Ministerstwo Kultury Litwy.

## Dyrektorzy
- luty 1996 – wrzesień 1997 – Wojciech Wróblewski[19]
- 1997–2000 – Ryszard Badoń-Lehr
- czerwiec 2000–2005 – Małgorzata Kasner[20]
- 2005–2009 – Mariusz Gasztoł[21]
- 2009 – październik 2015 – Małgorzata Kasner[22]
- 1 listopada 2015 – 31 grudnia 2019 – Marcin Łapczyński[23][24][25]
- 1 stycznia 2020 – 31 października 2020 – Paweł Krupka, p.o.
- 1 listopada 2020 – 13 czerwca 2021 – Dorota Mamaj, p.o.[26]
- 14 czerwca 2021 – 21 października 2022 – Małgorzata Stefanowicz-Pecela
- 15 marca 2023 – 29 listopada 2024 – Dorota Mamaj[27]
- od 30 listopada 2024 – Piotr Drobniak[28]